# Muizenbrug
De Muizenbrug is een betonnen liggerbrug over de Dijle in Muizen, een deelgemeente van Mechelen. De brug bestaat uit één overspanning van 29 m, de breedte bedraagt 10 m. De brug ligt in de weg die Muizen met Bonheiden verbindt.
De huidige brug werd in 1970 gebouwd.